# اليتيمة (فلم 1946)
اليتيمة هو فيلم مصري تم إنتاجه عام 1946، تأليف فؤاد الجزايرلي ويوسف جوهر، وإخراج فؤاد الجزايرلي و بطولة مديحة يسري ومحمد أمين.

## فريق العمل
إخراج: فؤاد الجزايرلي
تأليف:
- فؤاد الجزايرلي
- يوسف جوهر

إنتاج: أفلام الريحاني
بطولة:
- مديحة يسري
- محمد أمين
- زينب صدقي
- عباس فارس
- محمود المليجي
- سناء سميح

## روابط خارجية
- مقالات تستعمل روابط فنية بلا صلة مع ويكي بيانات